# Wilhelm Rein
Wilhelm Rein (ur. 10 sierpnia 1847 w Eisenach, zm. 19 lutego 1929 w Jenie) – niemiecki pedagog, przedstawiciel herbartyzmu w dydaktyce. Był profesorem uniwersytetu w Jenie.